# Erik Gustaf Cavallin
Erik Gustaf Hjalmar Cavallin, född den 2 oktober 1905 i Lund, död där den 23 maj 1982, var en svensk bankman. Han var son till Gustaf Cavallin. 
Cavallin avlade studentexamen 1925 och kansliexamen 1930. Han var verkställande direktör för Torna, Bara och Harjagers härads sparbank 1935–1970. Cavallin innehade ett stort antal förtroendeuppdrag inom närings- och föreningslivet. Han var bland annat styrelseledamot av Svenska sparbanksföreningen 1965–1970 och ordförande i aktiefondsbolaget Robur 1967–1970. Cavallin var styrelseledamot i Skånes hembygdsförbund. Han var hedersledamot av Lunds civilförsvarsförening och av Svenska Blå Stjärnan. Cavallin är begravd på Norra kyrkogården i Lund.